# Santiam
La rivière Santiam (Santiam River) est un affluent de la rivière Willamette long de près de 19 km et qui s'écoule à l'ouest de l'Oregon aux États-Unis.

## Description

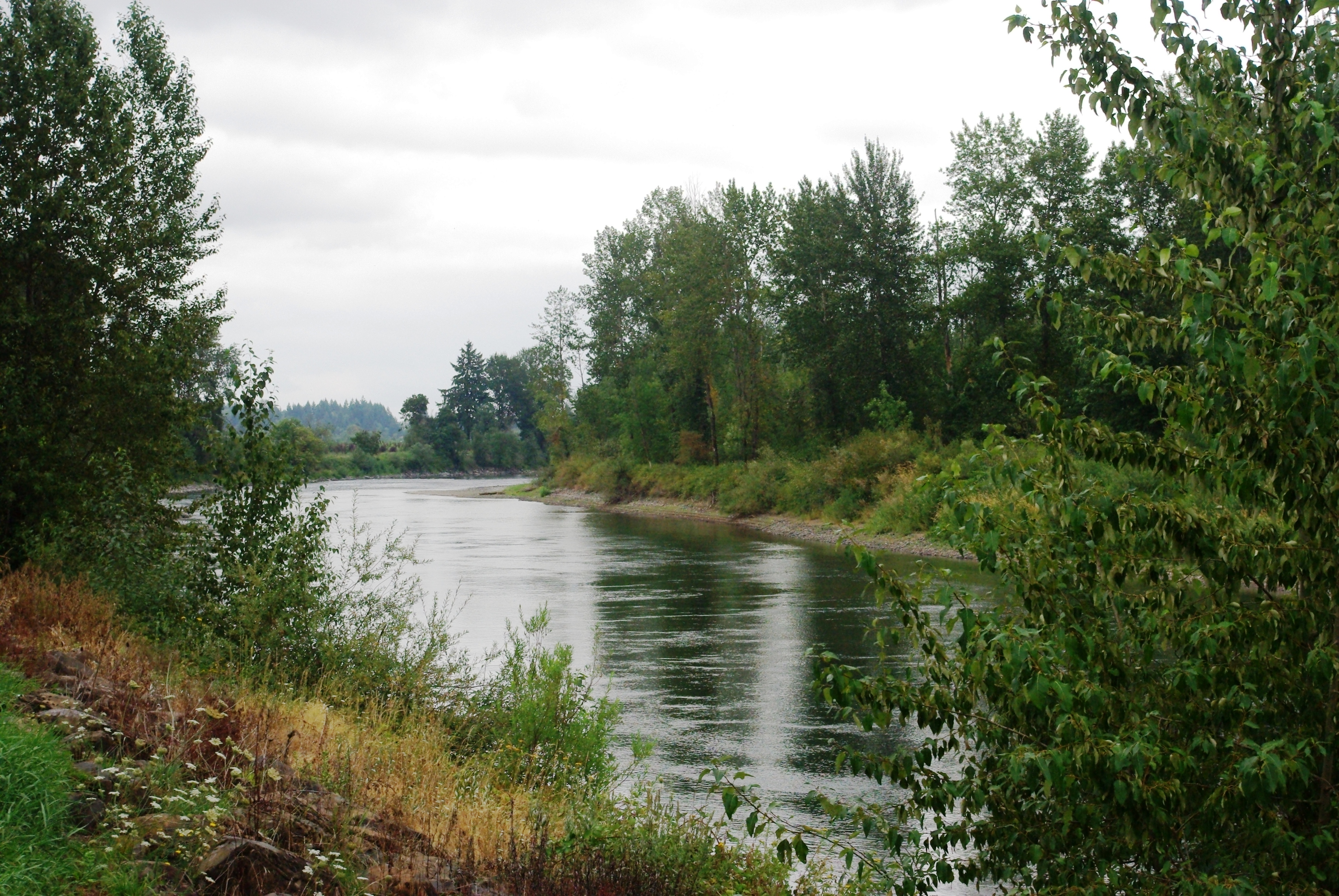
Rivière à proximité de l'Interstate 5 dans le comté de Linn.

La rivière prend sa source dans la chaîne des Cascades à l'est des villes de Corvallis et de Salem à l'est de la vallée de la Willamette. Ses principaux affluents sont la North Santiam (« Santiam nord ») et la South Santiam (« Santiam sud »). La rivière Santiam ne commence en réalité qu'à la confluence de ses deux principaux affluents à la frontière entre les comtés de Linn et de Marion. Elle s'écoule généralement dans le sens ouest/nord-ouest avant de rejoindre la Willamette par l'est. Cette rivière est importante pour l'approvisionnement en eau de Salem.
Ses deux affluents, les bras nord et sud prennent leurs sources dans la chaine des Cascades à l'est du comté de Linn. La Middle Santiam (« Santiam centrale ») rejoint la South Santiam au niveau du lac Foster.
Santiam City était une petite localité située sur la rive de la rivière durant les années 1850. La localité est totalement détruite en 1861 durant d'importantes inondations,.